# Carex vanheurckii
Carex vanheurckii là một loài thực vật có hoa trong họ Cói. Loài này được Müll.Arg. mô tả khoa học đầu tiên năm 1870.